# Igreja Nossa Senhora das Dores (Belo Horizonte)
A Paróquia Nossa Senhora das Dores, também conhecida como Igreja da Floresta é um templo católico localizado em Belo Horizonte, Minas Gerais, no Brasil. Situada na Rua Silva Jardim, ao número 100, com fachada para a avenida do Contorno, no bairro Floresta, foi construída em 1930. 
Sua torre alcança os 61,8 metros de altura e com isso, ocupa o posto de igreja mais alta de Belo Horizonte. Em breve, a marca será compensada pela futura Catedral Cristo Rei, cujo pórtico alcançará o nível de 100 metros.
No ano de 2017, a paróquia completou 90 anos de criação, dada no dia 25 de dezembro de 1927, por decreto arquiepiscopal do então Arcebispo Metropolitano Dom Antonio dos Santos Cabral.

## Projeto Arquitetônico holandês
Do ponto de vista arquitetônico, a Igreja Nossa Senhora das Dores possui estilo eclético, com referências ao gótico e até mesmo do românico, características comuns à arquitetura religiosa produzida no final do século XIX. 
O projeto que orientou sua construção foi cedido pelo arquiteto holandês Marino Vergouwen ao padre Severino Severens, em viagem à Holanda em 1921, que já havia sido utilizado na construção de uma igreja na cidade holandesa de Bergen-op-Zoon.

## Riqueza de detalhes
A construção possui formas equilibradas, distribuídas em torno do eixo da torre única. Seu desenho trabalha com linhas retas e curvas, formando pequenos círculos que abrigam, internamente, a capela do batistério, à esquerda; e o espaço simétrico à direita, onde hoje está localizado o confessionário.

O interior da igreja caracteriza-se pela clareza e limpeza visual, com grandes vãos preenchidos por vidros transparentes e vitrais com figuras coloridas. Os ambientes são diferenciados por colunas grossas, ligadas por arcos ogivais. A fachada frontal é marcada pela torre única, portas em arcos ogivais.